# Bistum Ivrea
Das Bistum Ivrea (lat.: Dioecesis Eporediensis, italienisch: Diocesi di Ivrea) ist eine Diözese der römisch-katholischen in Italien mit Sitz in Ivrea.

## Geschichte
Der Bischofssitz wurde im 5. Jahrhundert errichtet. Im Jahre 451 wurde das Bistum Ivrea dem Erzbistum Mailand als Suffragandiözese unterstellt. Am 21. Mai 1515 wurde das Bistum Ivrea dem Erzbistum Turin als Suffraganbistum unterstellt. Zwischen 1803 und 1817 war das Bistum Aosta inkorporiert.

Kathedrale Santa Maria Assunta in Ivrea
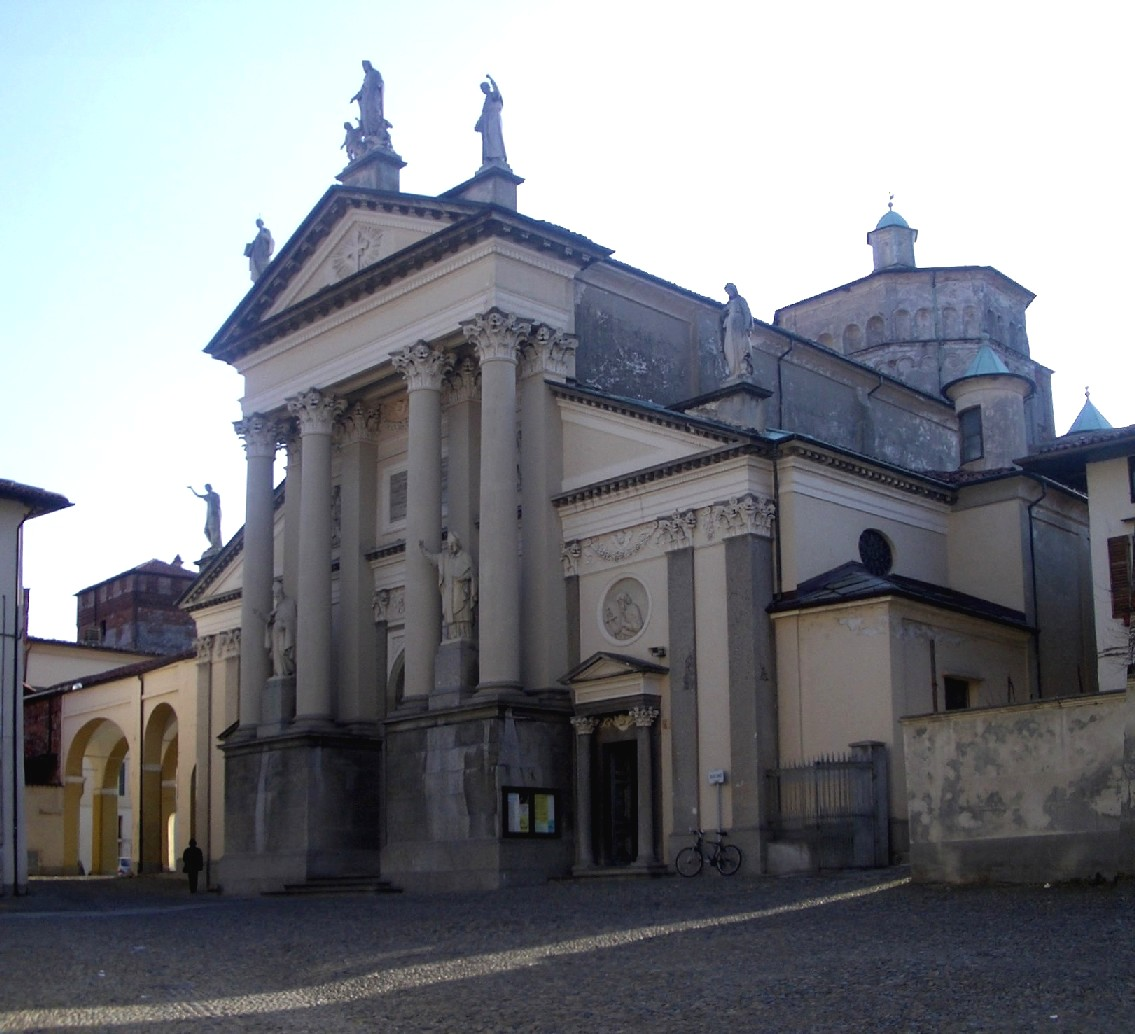
Außenansicht
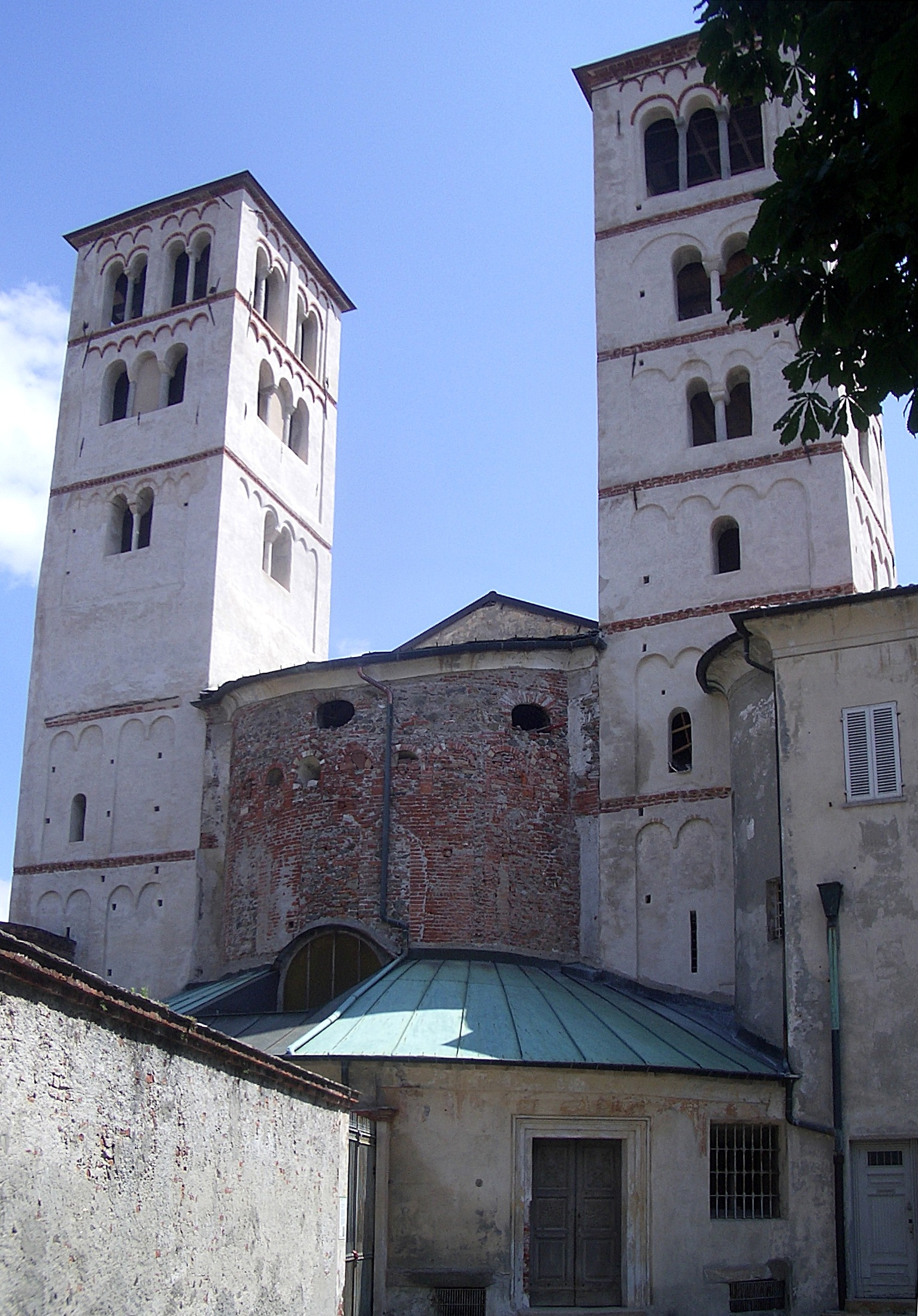
Chortürme
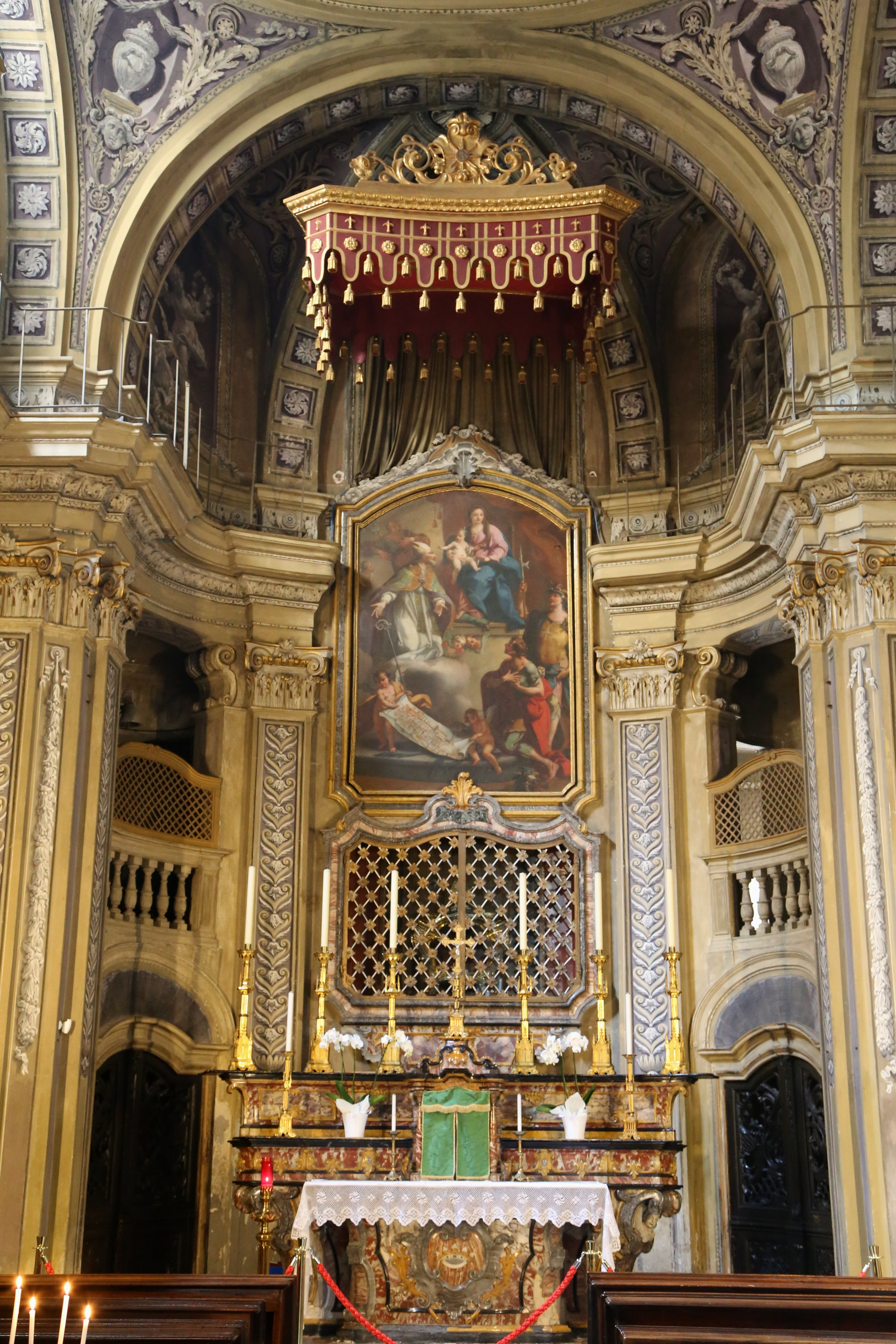
Hauptaltar
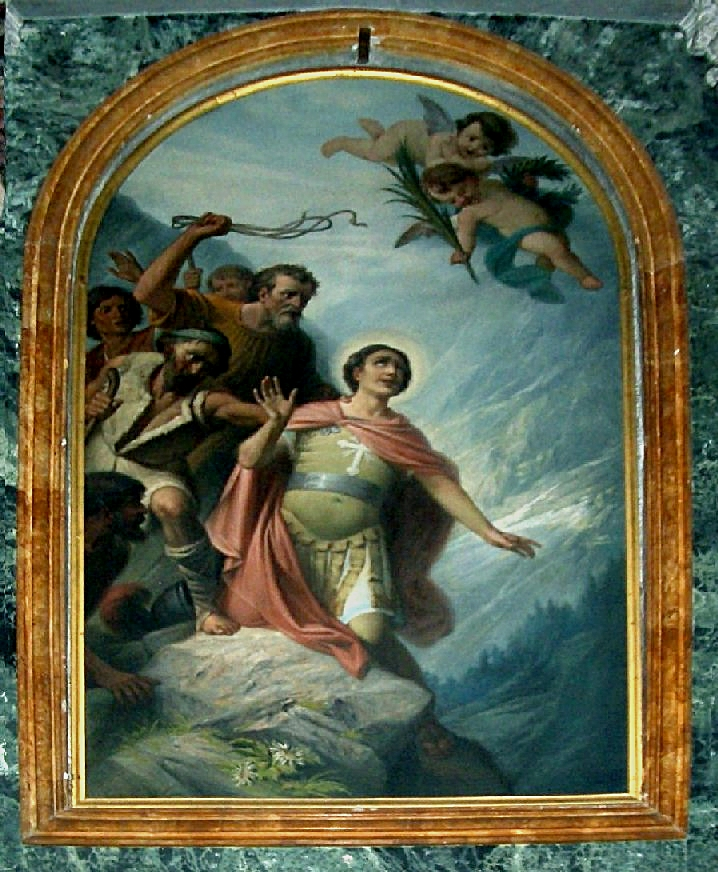
Das Martyrium des heiligen Bessus
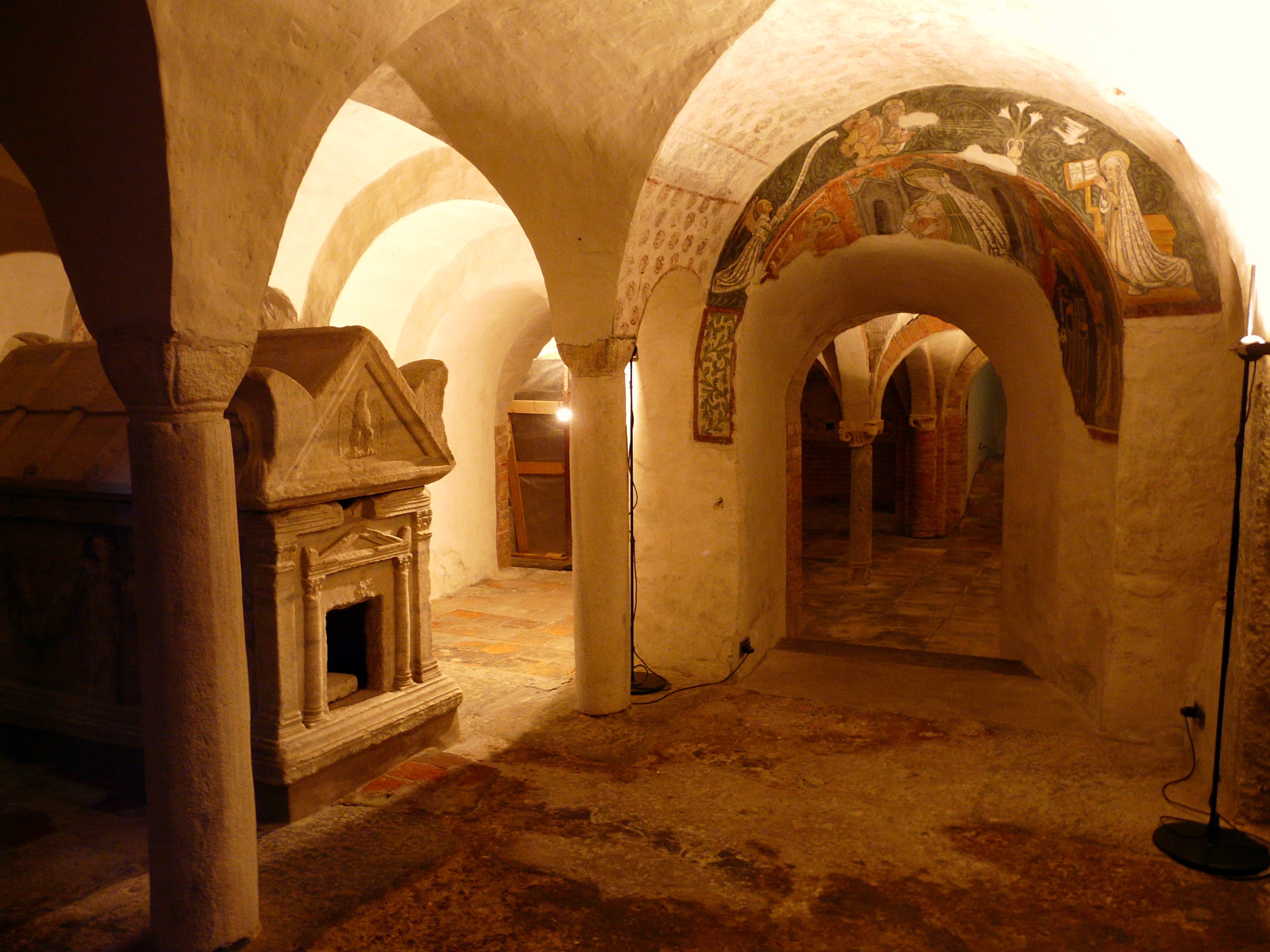
Krypta